# Lady Caroline Lamb
Lady Caroline Lamb (de soltera Ponsonby; 13 de noviembre de 1785-25 de enero de 1828), también conocida como honorable Caroline Ponsonby hasta que su padre sucedió en el condado en 1793, fue una aristócrata y novelista angloirlandesa, más conocida por su relación sentimental con lord Byron en 1812. Su marido era el honorable William Lamb, quién más tarde se convertiría en vizconde de Melbourne y primer ministro. Aun así, ella nunca fue vizcondesa de Melbourne porque murió antes del ennoblecimiento de su marido; de ahí, que sea conocida en la historia como Lady Caroline Lamb.
Era la hija única de Frederick Ponsonby, 3.º conde de Bessborough, un par angloirlandés, y Henrietta, condesa de Bessborough, y relacionada con otras damas destacadas de la alta sociedad, siendo sobrina de Georgiana Cavendish, duquesa de Devonshire, y prima política (por matrimonio) de Annabella, Lady Byron.

## Juventud y educación

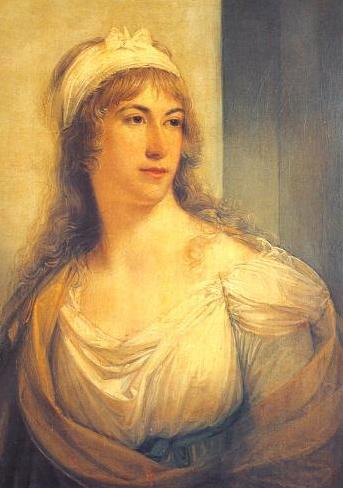
La madre de lady Caroline, Henrietta, condesa de Bessborough, por Angelica Kauffman en 1793

De niña se la consideraba delicada de salud y por ello pasaba mucho tiempo en el campo. Viajó con su madre y otros familiares a Italia, donde se recuperó de una atroz enfermedad causada por gusanos que casi acabó con su vida. Después de regresar con su madre a Inglaterra, se reincorporó al grupo de niños que vivían en Devonshire House y Roehampton, sus primos, los hijos de William Cavendish, 5.º duque de Devonshire; por su primer matrimonio, con lady Georgiana Spencer, tres niños: lady Georgiana ("Little G"), lady Harriet Cavendish ("Hary-O"), y lord Hartington ("Hart", más tarde el 6.º duque de Devonshire); y por su amante y luego segunda esposa, lady Elizabeth Foster, dos niños: Augustus Clifford y Caroline St Jules, más tarde esposa de George Lamb (político y escritor). Caroline se hizo particularmente cercana a lady Harriet, que era solo tres meses mayor que ella. Su comportamiento se volvió cada vez más problemático para su familia, quienes experimentaron con sedantes como láudano y una institutriz especial para controlarla.
Lady Morgan informó en su memorias que lady Caroline le dijo que había crecido como un marimacho, y bastante incapaz de leer o escribir hasta la adolescencia. Mientras muchos académicos han aceptado esto (y otras afirmaciones melodramáticas hechas por lady Morgan) al pie de la letra, se han publicado trabajos sobre la correspondencia entre los miembros de la familia que lo muestran extremadamente improbable. La abuela común con sus primos Cavendish, la formidable viuda Lady Spencer, se dedicaba celosamente a promover la educación, y más tarde empleó una institutriz como acompañanta. Esta institutriz era la señorita Selina Trimmer, hija de Lady Sarah Trimmer, una muy conocida y respetada autora de cuentos morales para niños. Les enseñó un currículum extenso, mucho más allá de la mera alfabetización. Se ha conservado una carta que Caroline escribió el 31 de octubre de 1796 (justo antes de su undécimo cumpleaños) que no sólo demuestra su alfabetización, sino también un ingenio despiadado y talento para el mimetismo.
Lady Caroline fue excepcionalmente bien educada en casa. También asistió a una escuela en Hans Place, Knightsbridge, Londres, sucesora de la Reading Abbey Girl's School, donde fue enseñada por Frances Arabella Rowden. Rowden no sólo era una poetisa publicada, sino que según otra alumna, Mary Russell Mitford, «tenía la habilidad de hacer poetas a sus alumnas».
En sus años de adolescencia, lady Caroline no sólo escribió prosa y poesía, sino que también se dedicó a esbozar retratos. Estas habilidades facilitarían su vida social. Hablaba francés e italiano con fluidez, se especializó en griego y latín, y también disfrutaba de la música y el teatro.

## Matrimonio y familia

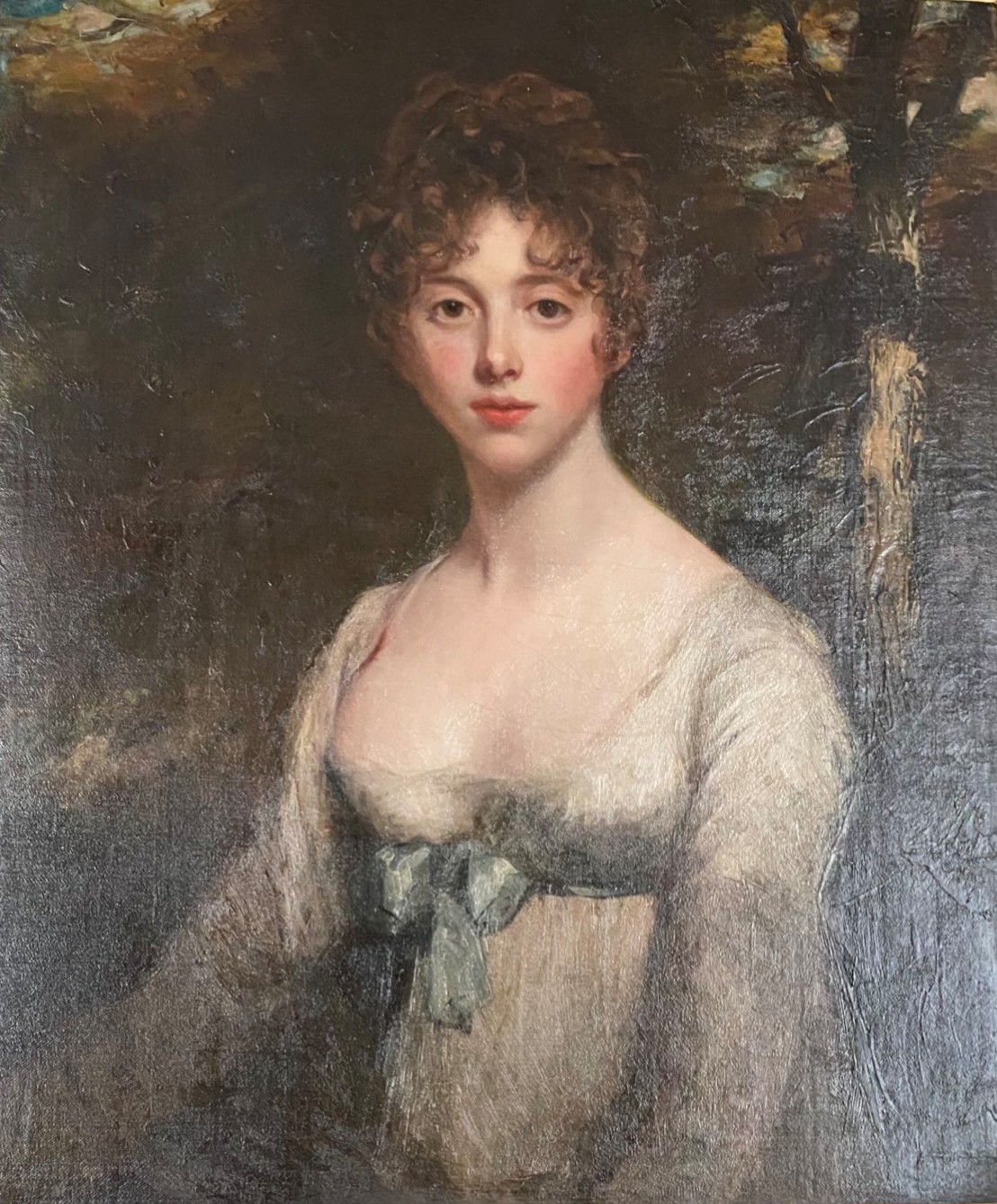
Lady Caroline Lamb, de soltera Ponsonby.

En junio de 1805, a la edad de diecinueve años, lady Caroline Ponsonby se casó con el honorable William Lamb, un político prometedor, y heredero del 1.º vizconde de Melbourne. A pesar de que el enlace había sido orquestado por la madre de William Lamb, la suya fue una unión por amor. La pareja había quedado "mutuamente cautivada" durante una visita a Brocket Hall en 1802 y durante sus primeros años fue un matrimonio feliz. En 1809 su cuñado George se casó con su tocaya y prima Caroline St Jules.
Caroline y William tuvieron un hijo, George Augustus Frederick, nacido el 11 de agosto de 1807, y una hija nacida prematura en 1809 que murió dentro de las primeras 24 horas. Lady Caroline estaba físicamente inadecuada para el parto y después de los alumbramientos padeció largos períodos de convalecencia. Su hijo nació con problemas mentales graves que pueden haber sido algún tipo de autismo. A pesar de que la mayoría de las familias aristocráticas enviaban a los familiares mentalmente discapacitados a instituciones, los Lamb mantuvieron a su hijo en casa hasta su fallecimiento en 1836, ocho años después de la muerte de la propia lady Caroline. La tensión por la salud de su hijo, combinada con las de la ambición de la carrera política de William Lamb, condujeron a una brecha en la relación de los esposos. Otra dificultad eran los hermanos y la hermana de William, un clan muy unido, que detestaban a Caroline, a la que llamaban «la pequeña bestia», mientras ella y su suegra se odiaron desde el primer momento, y su enemistad de por vida sería una gran causa de infelicidad para Caroline.

## Lord Byron
De marzo a agosto de 1812, lady Caroline se embarcó en un muy publicitado romance con Lord Byron. Ella tenía veinticuatro años, él veintiséis. Ella había despreciado la atención del poeta en su primera reunión, posteriormente definió a Byron en lo que se convertiría en epitafio duradero como «loco, malo, y peligroso de conocer». Reclamó  haber acuñado la frase después de su primera reunión con el poeta en un evento social en 1812, y esto más tarde fue informado por su amiga, lady Morgan (en sus memorias), aunque, como denota Paul Douglass en su biografía, no hay evidencia contemporánea para probar que lady Caroline creara la famosa frase en ese momento. La respuesta de Byron a su seducción (ella le escribió una carta de admiración) fue visitarla debido a su elevado estatus social como sobrina de la duquesa de Devonshire, y luego cortejarla apasionadamente.
Lady Caroline y lord Byron se criticaban públicamente mientras en privado se prometían amor durante los siguientes meses. Byron se refería a Lamb como "Caro", que ella adoptó como su apodo público. Después de que Byron rompió la relación, su marido se llevó a lady Caroline deshonrada y desolada a Irlanda. La distancia no enfrió el interés de lady Caroline por el poeta; ella y Byron se cartearon constantemente durante su exilio. Cuando ella regresó a Londres en 1813, aun así, Byron le dejó claro que no tenía ninguna intención de retomar su relación. Esto la espoleó a numerosos intentos públicos por recuperar a su amante. Las cosas llegaron a su punto álgido en un baile celebrado por lady Heathcote a principios de julio de 1813, cuando Byron la insultó públicamente y ella respondió rompiendo un vaso de vino e intentando cortarse las muñecas. No se hirió seriamente, gracias a la pronta intervención de su suegra, y además es improbable que tuviera verdaderas intenciones suicidas; pero la alta sociedad quedó escandalizada, y su estabilidad mental se puso en cuestión. El mismo Byron se refirió a ello como una actuación teatral: «Lady Caroline interpretó la escena de la daga» (una referencia a Macbeth).
La obsesión de lady Caroline con Byron definiría gran parte de su vida posterior, además de influir tanto en su obra como en la de Byron. Escribirían poemas en el estilo del otro, e incluso incluían mensajes manifiestos el uno contra el otro en sus versos. Después de una visita frustrada a la casa de Byron, que no la recibió, lady Caroline escribió «¡Recuérdame!» en el lomo de uno de los libros de Byron. Él respondió con el poema de odio: «¡Acuérdate de ti! ¡Recuerda!; ¡Hasta que se apague la corriente ardiente de la vida; el remordimiento y la vergüenza se aferrarán a ti, y te perseguirán como un sueño febril! ¡Recuerda! Ay, no lo dudes. ¡Tu marido también pensará en ti! ¡Te olvidarás, tú eres falsa para él, tú eres un demonio para mí!»
Su prima Harriet (por entonces lady Granville), cuya amistad con lady Caroline se había deteriorado después de la niñez, la visitó en diciembre de 1816 y quedó tan incrédula de su comportamiento impenitente que acabó su descripción de la visita en una carta a su hermana con: "significa que mis visitas van a ser anuales."

## Carrera literaria

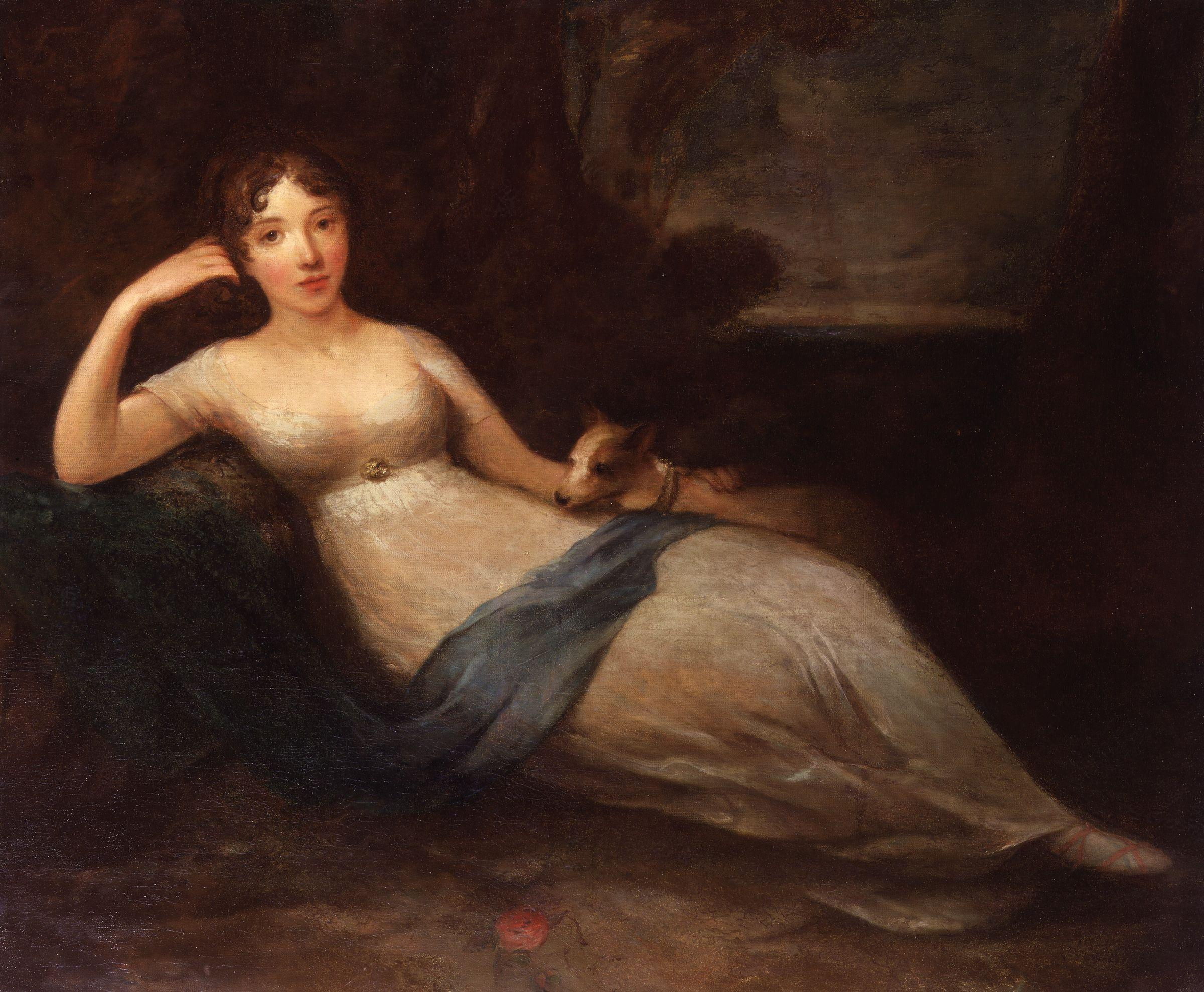
Lady Caroline Lamb por Eliza H. Trotter, años 1810

La obra más famosa de lady Caroline es Glenarvon, una novela gótica publicada en 1816 justo unas semanas después de que Lord Byron abandonara Inglaterra. A pesar de que se publicó anónimamente, la autoría era un secreto a voces. Presenta una imagen apenas disfrazada de ella y su examante, quien es pintado como un héroe de guerra que se convierte en traidor contra el nacionalismo irlandés. El libro destaca por presentar la primera versión del héroe byroniano fuera del propio trabajo de Byron así como un escrutinio detallado del primer periodo romántico y, más específicamente, la alta sociedad británica de la época georgiana. Lady Caroline incluyó caricaturas mordaces de varios miembros de la sociedad prominentes. Una de ellos, la condesa de Jersey, canceló los vales de lady Caroline al Almack (el circuito de salones de reunión social de la alta sociedad londinense por entonces) en represalia. Esto dio comienzo a su ostracismo social: a pesar de que su cuñada, Emily Lamb, condesa de Cowper, consiguió que fuera readmitida al Almack en 1819, su reputación nunca se recuperó del todo.
Byron respondió a la novela: «leí Glenarvon demasiado por Caro Lamb…. Dios maldito!» El libro fue un gran éxito que vendió varias ediciones pero fue rechazado por los críticos como literatura popular. Aun así, Goethe lo consideró digno de consideración literaria seria.
En 1819, lady Caroline empleó su habilidad para imitar a Byron en el poema narrativo "Un Nuevo Canto". Años antes, había personificado a Byron en una carta a sus editores para que le enviaran un retrato del autor. Trabajó de tal manera el tono y sustancia de su petición que los engañó y se lo enviaron creyendo que era él. Utilizó esa habilidad para responder al Don Juan I y II del poeta. Le preocupaban las alusiones a ella incluidas por Byron; por ejemplo, la línea "Algunos juegan al diablo—y entonces escriben una novela" de Don Juan II. En "Un Nuevo Canto", ella escribió– como Byron– "estoy enfermo de fama; estoy harto de ella; tan lleno que casi podría lamentar la hora más feliz." Byron nunca respondió públicamente al poema. Un crítico de la época opinó, en parte: "El escritor de este divertido disparate ha evidentemente pretendido una imitación de lord Byron. Es una rapsodia  de principio a fin."
Lady Caroline publicó tres novelas más durante su vida: Graham Hamilton (1822), Ada Reis (1823), y Penruddock (1823).

## Vida posterior y muerte

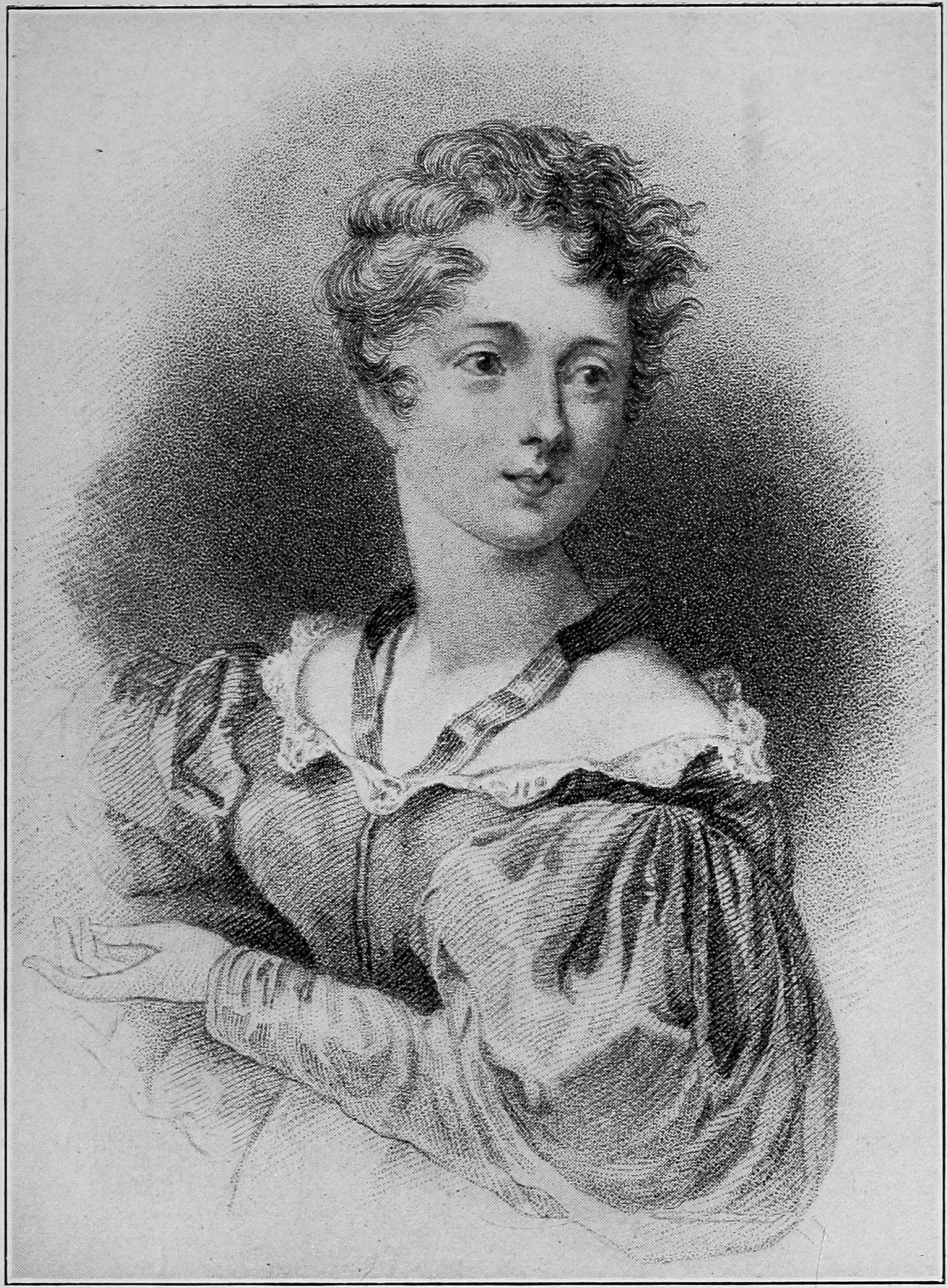
La fragilidad cada vez mayor de Caroline Lamb la llevó a experimentar con sedantes como el láudano.

Una confidente y amiga de Byron era la propia madre de William Lamb, la colorida Elizabeth Lamb, vizcondesa de Melbourne. Ella fue el instrumento para lograr el matrimonio políticamente ventajoso de su hijo con Lady Caroline, a pesar de que le desagradaba tanto ella como su madre. Aun así, cuando comenzó su relación adúltera con Byron, su suegra inició una campaña larga y descarada para librar a su hijo de ella; como comentó Lord David Cecil, ella había llegado a la conclusión de que lady Caroline se merecía todas sus desgracias. William Lamb rechazó repudiarla y lamentó que su madre hubiera conspirado contra su nuera. Llamando a Byron traidor, William Lamb siempre apoyó a su esposa hasta su muerte.
Finalmente, fue Lady Caroline quién convenció a su marido de aceptar una separación formal en 1825. Ambos habían tenido numerosas aventuras extraconyugales para entonces. Ella instaló su residencia permanente en Brocket Hall. Su lucha con la inestabilidad mental se hizo más pronunciada en sus últimos años, complicada por su abuso del alcohol y el láudano. En 1827, estaba al cuidado de un médico a tiempo completo, ya que su cuerpo, que siempre había sido frágil, empezó a retener líquidos (una condición entonces conocida como hidropesía, y ahora edema). William Lamb era secretario jefe por Irlanda entonces e hizo un arriesgado viaje para estar a su lado cuando murió el 25 de enero de 1828.
Lady Caroline fue enterrada en el cementerio de la iglesia de Santa Etheldreda en Hatfield; su marido sería enterrado más tarde dentro de la iglesia.

## En la cultura popular
En 1972, el largometraje Lady Caroline Lamb recibió críticas predominantemente sobre la interpretación de Sarah Miles. En 2003, la BBC emitió la serie  Byron con Jonny Lee Miller en el papel del poeta y Camilla Power como lady Caroline Lamb.
La novela de 1905 The Marriage of William Ashe por Mary Augusta Ward se basa en lady Caroline y su marido.